# Arquimedes de Tral·les
Arquímedes de Tral·les (grec antic: Ἀρχιμήδης) fou un escriptor grec nascut a Tral·les, a Cària, que va escriure uns comentaris sobre Plató i Homer, i una obra sobre mecànica. L'esmenten la Suïda i Eudòxia Macrembolitissa.